# Fokker D.VI
Fokker D.VI byl německý dvouplošný stíhací letoun vyráběný v menším počtu v době první světové války. Sloužil v německém a rakousko-uherském armádním letectvu.

## Vznik a vývoj
V roce 1917 vznikly u společnosti Fokker dva prototypy stíhacího dvouplošníku V.13. Konstrukce křídel technologicky navazovala na Fokker D.VII, s trupem a ocasními plochami obdobnými jako u staršího typu Fokker Dr.I. První prototyp poháněl rotační motor Oberursel Ur.II o výkonu 110 koní (80,9 kW), zatímco druhý poháněl birotační motor Siemens-Halske Sh.III o výkonu 160 koní (117,67 kW). Fokker oba prototypy přihlásil do soutěže stíhacích letounů v Adlershofu, konanou koncem ledna 1918. V té době byla u prvního prototypu pohonná jednotka nahrazena motorem Oberursel Ur.III s výkonem 145 koní (106,6 kW). Zkušební piloti hodnotili oba stroje jako obratné a snadno řiditelné. V.13 byly vyhodnoceny jako nejlepší ze zúčastněných letounů poháněných rotačními motory, Idflieg proto objednal jejich sériovou výrobu. 
Sériové provedení letounu, označeného již jako D.VI, podstoupilo 15. března 1918 oficiální typové zkoušky (Typenprüfung). Sériové stroje používaly motory Oberursel Ur.II, což byl jediný typ rotačního motoru, který byl v císařském Německu dosažitelný v dostatečných počtech. Idflieg proto nakonec rozhodl, že sériová výroba D.VI má mít nízkou prioritu do doby, než bude dostupný výkonnější motor Goebel Goe.III. Tento rotační jedenáctiválec byl nakonec namontován do pouhých dvanácti strojů zkušebně přidělených k různým bojovým jednotkám. Dodávky typu začaly v dubnu a skončily v srpnu 1918 po vyrobení pouhých 59 kusů, v zájmu uvolnění výrobních kapacit firmy pro letouny D.VII. Ve službě D.VI by samozřejmě byl vítán pohon výkonnějším motorem, než byl použitý Oberursel Ur.II. 
V Německu také nebyl v potřebných množstvích dosažitelný ricinový olej, běžně používaný k mazání leteckých motorů, nejen motorů rotačních, takže při jejich provozu byl letectvem používán mnohem dostupnější rafinovaný minerální olej. Používal se i olej VOLTOL, který byl upravován tehdy poměrně novou výrobní technologií. Ani tak žádný z tehdejších minerálních olejů zdaleka nedosahoval kvalit oleje ricinového. To se v provozu projevovalo zejména kratší dobou mezi generálkami motorů, přičemž i stupeň zakarbonování válců a pístů po stejném proběhu motohodin byl při použití ropných olejů zřetelně vyšší.

### Operační historie
U frontových stíhacích letek (Jagdstaffel) byl typ využíván jen v omezeném počtu (například u Jasta 75, Jasta 80b a Jasta 84).:s.102 Část byla použita u jednotek týlové obrany Kampfeinsitzerstaffel (Kest 1b a Kest 7), případně také užívána k pokračovacímu výcviku stíhacích pilotů ve stíhacích školách (Jagdstaffelschule).:s.102 Vedle toho bylo sedm strojů předáno k.u.k. Luftfahrtruppen Rakousko-Uherska.:s.102
Po válce tři D.VI získaly Americké expediční síly, které je na jaře 1919 převezly k testům do USA. Všech sedm rakousko-uherských D.VI sloužilo u letectva Maďarské republiky rad. Šest z nich ukořistily rumunské jednotky, z nichž poslední byl vyřazen v roce 1926.

## Varianty
V.13/I
První prototyp, poháněný rotačním motorem Oberursel Ur.III o výkonu 145 koní (106,6 kW).
V.13/II
Druhý prototyp, s birotačním motorem Siemens-Halske Sh.III o výkonu 160 koní (117,67 kW).
D.VI
Sériové provedení, s rotačním motorem Oberursel Ur.II o výkonu 110 koní (80,9 kW).

## Uživatelé
- Německá říše
  - Luftstreitkräfte
- Rakousko-Uhersko
  - k.u.k. Luftfahrtruppen

## Popis konstrukce
Jednalo se o jednomístný jednomotorový stíhací dvouplošník smíšené konstrukce, potažený plátnem, s pevným ostruhovým podvozkem. Poháněl jej devítiválcový hvězdicový vzduchem chlazený rotační motor Oberursel Ur.II. Vyzbrojen byl dvěma synchronizovanými kulomety Spandau lMG 08/15 kalibru 7,92 mm.

## Specifikace

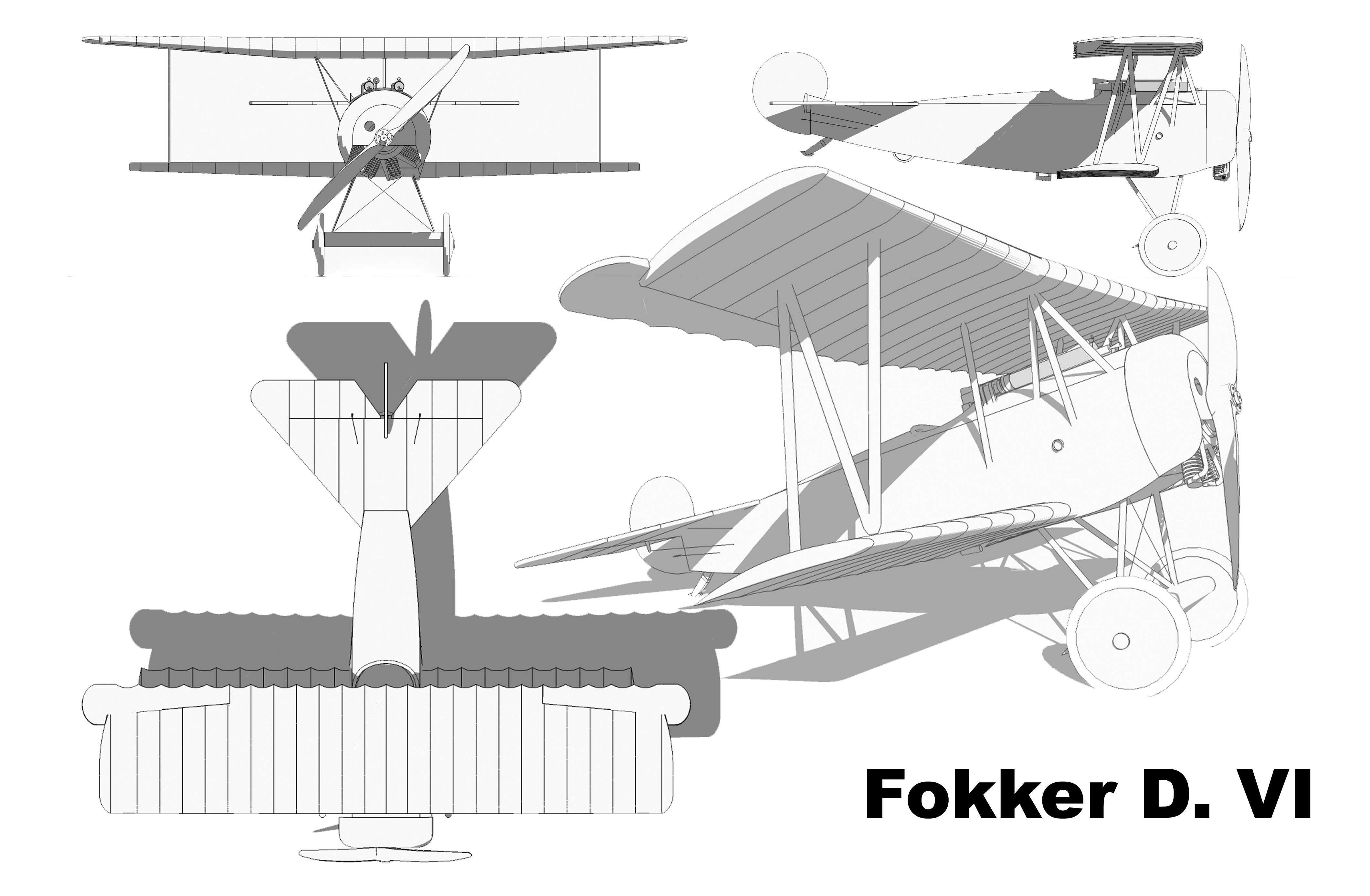
Třípohledový nákresu Fokkeru D.VI

Údaje platí pro sériové provedení s motorem Oberursel Ur.II:s.104

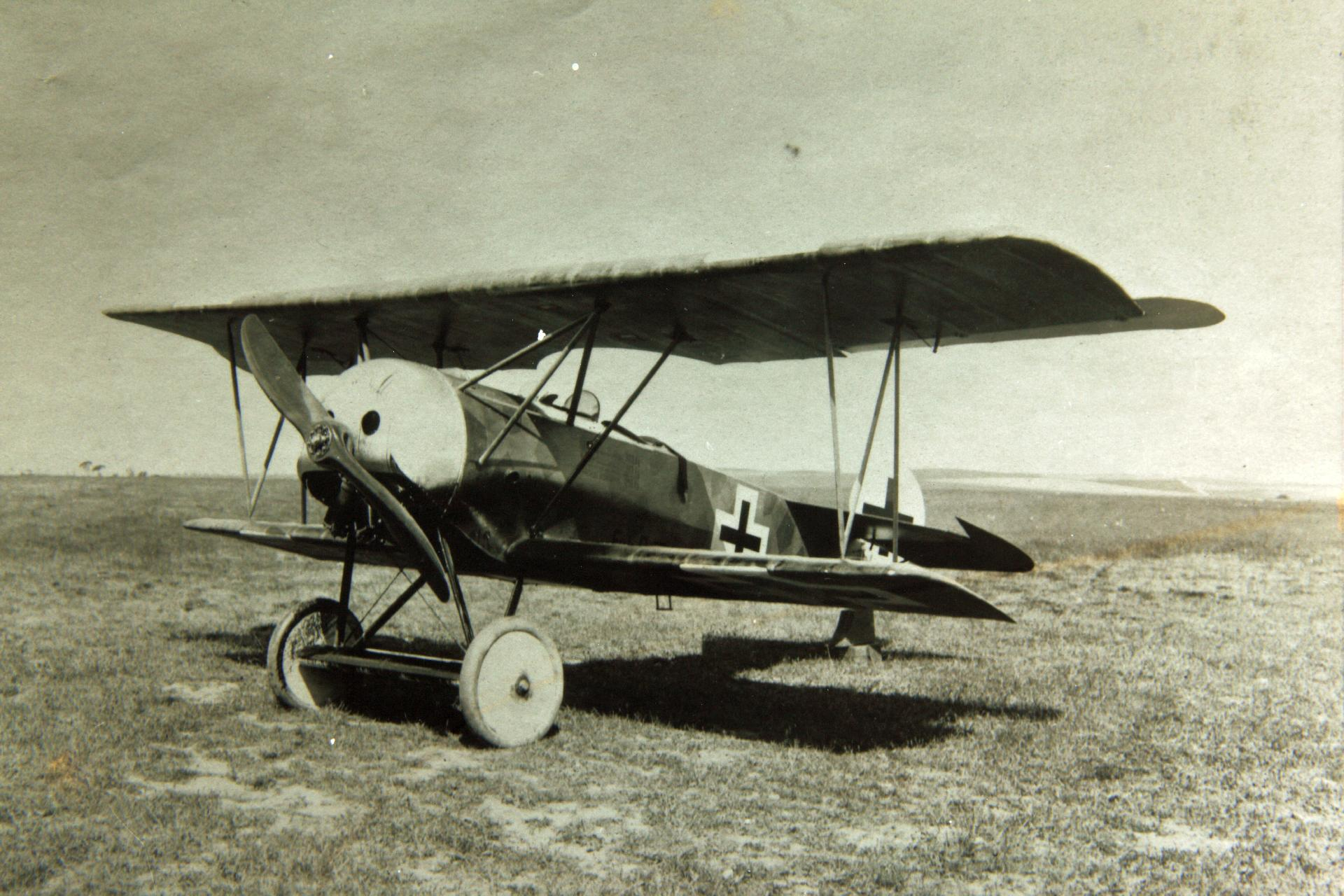
Fokker D.VI

### Technické údaje
- Osádka: 1 (pilot)
- Délka: 6,23 m
- Rozpětí: 7,65 m
- Výška: 2,55 m
- Nosná plocha: 17,70 m²
- Prázdná hmotnost: 393 kg
- Max. vzletová hmotnost: 583 kg
- Pohonná jednotka: 1 × devítiválcový rotační motor Oberursel Ur.II
- Výkon pohonné jednotky:  82 kW (110 hp)

### Výkony
- Maximální rychlost: 196 km/h
- Praktický dostup: 6 000 m
- Stoupavost:
  - Výstup do výše 1 000 m: 2 minuty a 30 sekund
  - Výstup do výše 3 000 m: 9 minut
  - Výstup do výše 5 000 m: 19 minut
- Vytrvalost: 1 hodina a 30 minut letu

### Výzbroj
- 2 × synchronizovaný kulomet Spandau lMG 08/15 ráže 7,92 mm